# Парфененко, Иван Яковлевич
Иван Яковлевич Парфе́ненко (10 февраля 1929, деревня Голени-1 Могилёвского района Могилёвской области — 24 декабря 2018) — моторист-испытатель Минского моторного завода Министерства тракторного и сельскохозяйственного машиностроения СССР, Белорусская ССР. Герой Социалистического Труда (1971). Член ЦК КПБ.

## Биография
Родился в 1929 году в многодетной крестьянской семье в деревне Голени 1 (сегодня — Могилёвский район Могилёвской области).
В 1946 году после окончания десятилетней школы по комсомольской путёвке отправился на строительство Минского тракторного завода. С 1963 года — моторист-испытатель на Минском моторном заводе. Некоторое время проходил стажировку на Сталинградском тракторно-танковом заводе, где изучал двигатель танка В-2. Возвратившись в Минск, работал в группе, которая занималась испытанием танкового двигателя Д50 и двигателя противолодочного корабля «Большой охотник».
Досрочно выполнил производственные задания восьмой пятилетки (1966—1970) и собственные социалистические обязательства. Указом Президиума Верховного Совета СССР «О присвоении звания Героя Социалистического Труда рабочим и инженерно-техническим работникам предприятий Министерства тракторного и сельскохозяйственного машиностроения СССР» от 5 апреля 1971 года за особые заслуги в выполнении заданий пятилетнего плана по развитию тракторного и сельскохозяйственного машиностроения и достижение высоких производственных показателей удостоен звания Героя Социалистического Труда с вручением ордена Ленина и золотой медали «Серп и Молот».
Избирался делегатом XXVIII съезда КПБ, членом ЦК КПБ.